# The Future Kings of England (album)
The future kings of England is het enige studioalbum dat de muziekgroep met de gelijkluidende naam heeft uitgegeven. De band was afkomstig uit de omgeving van Ipswich, Suffolk. Het album verscheen in 2004 op het platenlabel Backwater Records. Daarna is niets meer van de band vernomen. De muziek is een mengeling van Hawkwind, King Crimson, Pink Floyd en Genesis.

## Musici
- Ian Fitch – gitaar, xylofoon
- Karl Mallet – basgitaar, tapes
- Simon Green – slagwerk, percussie

Met
- Steve Mann – toetsinstrumenten
- Anvar Valiyev – viool en spreekstem

## Muziek
| Nr. | Titel                         | Duur  |
| --- | ----------------------------- | ----- |
| 1.  | 10:66                         | 8:47  |
| 2.  | Humber doucy lane             | 8:55  |
| 3.  | Silent and invisible concerts | 7:30  |
| 4.  | October moth                  | 3:49  |
| 5.  | Lilly Lockwood                | 8:18  |
| 6.  | The march of the mad clowns   | 3:35  |
| 7.  | Pigwhistle                    | 14:48 |